# Нагорный (Ярославская область)
Нагорный — посёлок в Ярославском районе Ярославской области России. 
В рамках организации местного самоуправления входит в Карабихское сельское поселение; в рамках административно-территориального устройства включается в Телегинский сельский округ в качестве его центра. 

## География
Расположен на юго-западной границе города Ярославль на Московском проспекте (автомобильной дороге Ярославль — Ростов), в 7 км к северо-востоку от села Карабиха.
На северо-востоке посёлок примыкает к деревне Телегино.

## Население
| 2007 | 2010 |
| ---- | ---- |
| 648  | ↘584 |

## Общественный транспорт
Нагорный обслуживается проходящими автобусными маршрутами №№ 104 Ярославль — Дубки, 105 Ярославль — Кормилицино, 110 Ярославль — Военный городок, 131 Ярославль — Введенье, 176 Ярославль-Главный — Щедрино. Остановка — «Поворот на Щедрино».